# Guerre entre le Tibet et le Ladakh
La guerre entre le Tibet et le Ladakh de 1679-1684 a eu lieu entre le gouvernement tibétain du Ganden Phodrang, avec l'aide de khanats mongols, et la dynastie Namgyal du Ladakh avec l'aide de l'empire moghol du Cachemire.

## Contexte
À la fin du XVIIe siècle, le Ladakh s'est rangé du côté du Bhoutan dans son conflit avec le Tibet. Les Tibétains ont décidé d'envoyer une expédition au Ladakh contre son ingérence dans leurs relations avec le Bhoutan et contre l'oppression des monastères Gelugpa au Ladakh.

## Guerre
En 1679, Lobsang Gyatso, le 5e dalaï-lama nomma un lama du monastère de Tashilhunpo, le Koshut Galdan Chhewang (Wylie : Dga' ldan Tshe dbang), comme commandant de l'expédition tibéto-mongole au Ladakh. Il l'aurait fait contre l'avis de Lobsang Jinpa , son régent, de différer l'expédition. Galdan Chhewang a d'abord sécurisé ses flancs lorsqu'il a conclu un traité avec le raja Kehri Singh de Bashahr, lui accordant des droits commerciaux avec le Tibet. 
La première campagne de Galdan Chhewang aboutit à la défaite de l'armée ladakhie dirigée par Shakya Gyatso ( Wylie : Sakya rGya-mTsho), à Khan-dMar. L'année suivante, il battit à nouveau les Ladakhis à Chang La (Byan-la) et occupa le pays à l'exception des forteresses de Basgo et de Tinggmosgang, qui résistèrent aux attaques tibétaines pendant les trois années suivantes.
L'impasse a été brisée avec l'intervention de l'Empire moghol dans la guerre. Le Cachemire était à cette époque une province moghole et incluait le Ladakh dans sa sphère d'influence. En 1683, une armée dirigée par Fidai Khan, fils du gouverneur Ibrahim Khan du Cachemire, vainquit l'armée tibéto-mongole et leva le siège de Basgo, poursuivant sa poursuite jusqu'au lac Pangong. Les Cachemiriens ont contribué à restaurer la domination ladakhie à condition qu'une mosquée soit construite à Leh et que le roi ladakhi se convertisse à l'islam. Les Moghols se retirèrent après avoir signé un traité avec les Ladakhis. Les historiens du Cachemire affirment qu’après cela, le roi ladakhi s’est converti à l’islam en retour. Cependant, les chroniques ladakhies ne mentionnent pas une telle chose et le peuple ladakhi la réfute. Le roi accepta de rendre hommage aux Moghols en échange de leur aide,.

## Traité de Tingmosgang
Selon les Chroniques du Ladakh, le traité fixait la frontière Tibet-Ladakh au ruisseau Lhari près de Demchok et réglementait les missions commerciales et tributaires entre le Ladakh et le Tibet,.
En 1683, en tant que représentant du dalaï-lama, Mipam Wangpo signe un traité avec le roi du Ladakh bDe-legs rNam-rgyal, le traité de Tingmosgang. En conséquence, le monopole des marchands de laine du Cachemire est confirmé ; Le Ladakh cède Rudok, Guge et Purang à Lhassa, à l'exception d'un domaine à Minsar, près du mont Kailash. Le Ladakh s'engage à envoyer une mission triennale à Lhassa avec des offrandes pour les autorités tibétaines. Le traités de 1683 forme les bases des relations du Ladakh avec le Cachemire et le Tibet pour l’existence indépendante du royaume du Ladakh. 
À la suite de ce traité, une caravane du gouvernement du Tibet se rend de Lhassa à Leh tous les 3 ans, en échange d'une caravane en sens inverse du roi du Ladakh prise en charge par des Ladakhi musulmans et apportant des lettres et des présents au dalaï-lama. Appelée « lopchak » (Jo-phyag : « salutation annuelle »), cette caravane qui aidait au maintien de relations diplomatiques et commerciales entre le Ladakh et le Tibet, avait un droit de transport libre de marchandises entre les deux pays. De nombreux Ladakhis se joignaient à ce voyage  pour se rendre à Lhassa.
La dernière caravane a eu lieu en 1946. Membre d'une des deux familles prenant en charge le lopchak, Abdul Wahid Radhu accompagne la caravane de 1942.